# Berta (reina de León)
Berta (fallecida noviembre 1099 o antes del 15 de enero de 1100) fue reina consorte de León por su matrimonio con Alfonso VI con quien aparece por primera vez en los diplomas reales el 28 de abril de 1095.

## Biografía
Según Pelayo, obispo de Oviedo continuando la Crónica de Sampiro, Berta era «natural de Toscana». El genealogista Szabolcs de Vajay opina que fue hija de Amadeo II de Saboya,  mientras que otras fuentes aseguran que en realidad era hija de Guillermo I de Borgoña, conde de Borgoña y Mâcon.
Contrajo matrimonio en el año 1094, en algún momento antes del 28 de abril de 1095,  con el rey Alfonso VI de León, viudo desde 1093 de su segunda esposa, Constanza de Borgoña, sin que hubiera descendencia de este matrimonio.
Murió, según algunas fuentes, el 25 de enero de 1100, aunque otras afirman que falleció después del 17 de noviembre de 1099, la última vez que se registra su nombre en la documentación medieval junto al rey, y el 15 de enero de 1100, cuando ya no aparece en un diploma real confirmado por Alfonso VI.

## Sepultura
Después de su defunción, el cadáver de la reina Berta fue conducido a la localidad leonesa de Sahagún y sepultado en el Monasterio de San Benito, donde su esposo el rey Alfonso VI recibiría sepultura posteriormente, en compañía de algunas de sus esposas.

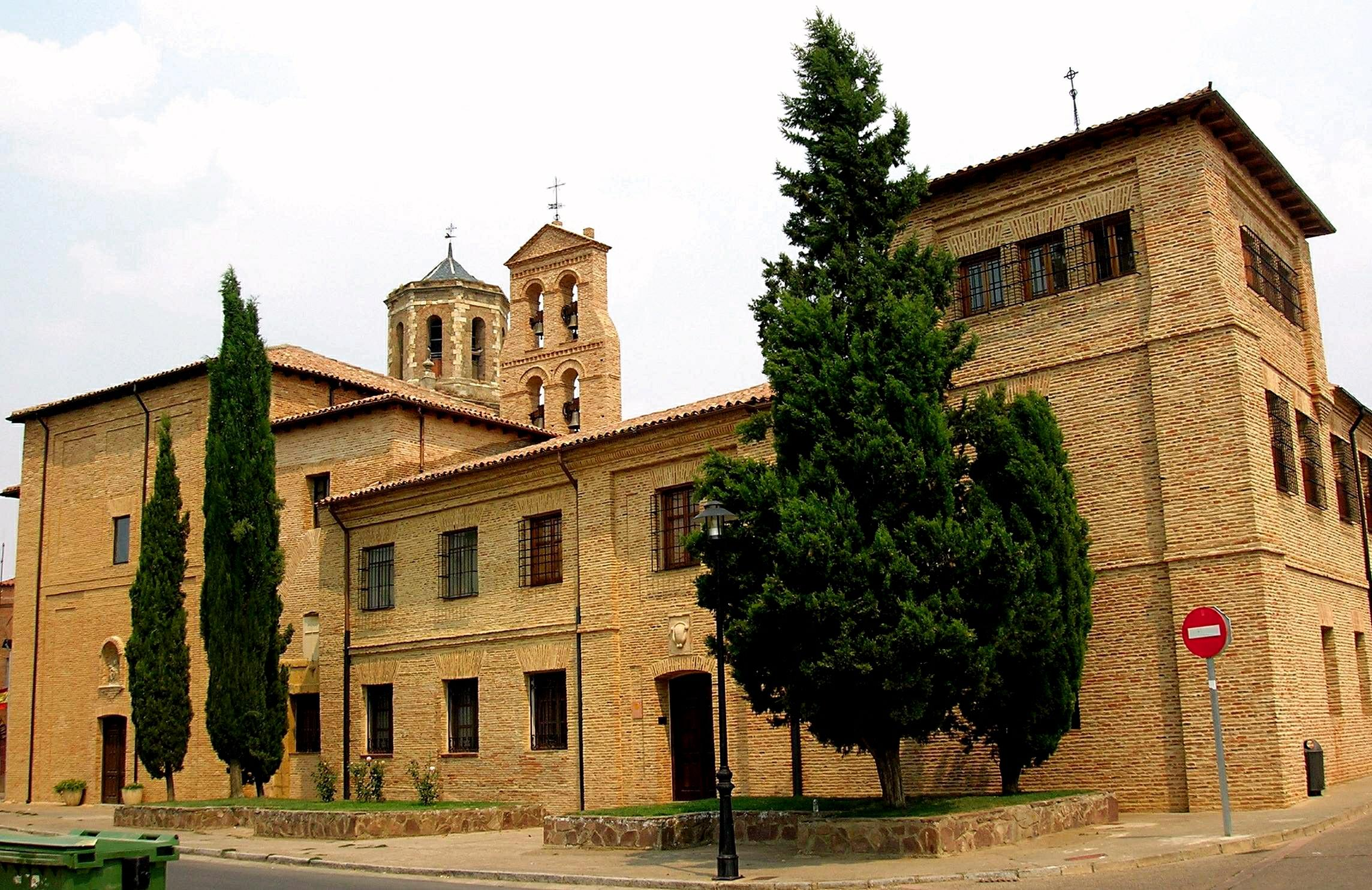
Fachada del Monasterio de Benedictinas de Sahagún, donde yacen los restos de la reina Berta

El sepulcro que contenía los restos de Alfonso VI fue destruido en 1810, durante el incendio que sufrió el Monasterio de San Benito. Los restos mortales del rey y los de varias de sus esposas, entre ellos los de la reina Berta, fueron recogidos y conservados en la cámara abacial hasta el año 1821, en que fueron expulsados los religiosos del monasterio, siendo entonces depositados por el abad Ramón Alegrías en una caja, que fue colocada en el muro meridional de la capilla del Crucifijo, hasta que, en enero de 1835, los restos fueron recogidos de nuevo e introducidos en otra caja, siendo llevados al archivo, donde se hallaban en esos momentos los despojos de las esposas del soberano. El propósito era colocar todos los restos reales en un nuevo santuario que se estaba construyendo entonces. No obstante, cuando el monasterio de San Benito fue desamortizado en 1835, los religiosos entregaron las dos cajas con los restos reales a un pariente de un religioso, que las ocultó, hasta que en el año 1902 fueron halladas por el catedrático del Instituto de Zamora Rodrigo Fernández Núñez.
En la actualidad, los restos mortales de Alfonso VI reposan en el Monasterio de Benedictinas de Sahagún, a los pies del templo, en un arca de piedra lisa y con cubierta de mármol moderna, y en un sepulcro cercano, igualmente liso, yacen los restos de varias de las esposas del rey, entre ellos los de la reina Berta.
| Predecesor: Constanza de Borgoña | Reina consorte de Castilla y de León 1094-1100 | Sucesor: Zaida (Disputada) Beatriz (1108-1109) Consorte de Alfonso VI |